# 木部シゲノ
木部 シゲノ（きべ シゲノ、1903年（明治36年）11月12日 - 1980年（昭和55年）7月29日）は、日本の女性パイロットの草分けのひとりである。NHKの連続テレビ小説『雲のじゅうたん』のモデルのひとりといわれる。

## 経歴・人物
福岡県築上郡八屋町上町久保（現・豊前市）出身。3歳のときに一家で朝鮮の平安南道鎮南浦（現・朝鮮民主主義人民共和国南浦特別市）に移住した。幼少から男まさりの気性であった。
1923年（大正12年）に上京し、神奈川県橘樹郡潮田町（現・横浜市鶴見区）に開校した第一航空学校に入学する。同校在学中に運送会社に勤め、自動車運転免許を取得、この頃から断髪して生涯男装を続けた。1924年（大正13年）に第一航空学校を卒業、翌1925年（大正14年）に三等飛行機操縦士免状を取得、各地で飛行演技や講演会を行う。「男装の麗人」として人気を集め、ブロマイドが発行された。
1927年（昭和2年）8月に女性として初の二等飛行機操縦士免状を取得したのち、民間人が軍で操縦教育を受けられる国の養成制度を利用して曲技飛行の資格を取得しようと考え、霞ヶ浦海軍航空隊の司令に面会。異例の10日間仮入隊という形で訓練を受け、曲技飛行の資格を取得すると、同年11月にはアブロ504Kを操縦して鎮南浦・平壌・京城の朝鮮3都市でデモ飛行を開催し、翌1928年8月から9月には出生地の八屋町をはじめ、福岡市や小倉市など福岡県内各地でデモ飛行を開催した。逓信省から払い下げられたニューポール24C1戦闘機を操縦、9月6日に金田町（現・福智町）でのデモ飛行中に横風を受けて主翼が堤に当たっため墜落、重傷を負うとデモ飛行の予定を取り消した。その後は第一航空学校の助教官として指導にあたる。
1933年（昭和8年）に操縦士を引退し、鎮南浦に戻りタクシー会社を経営するが、日中戦争によりガソリンの入手が困難になったため会社を売却、1938年（昭和13年）に北京に移住した。北京では青少年にグライダーによる航空教育を行い、太平洋戦争開戦後は軍事関係の補助員として活動した。戦後は中国から引き揚げた1946年（昭和21年）より福岡市に移り住み1949年（昭和24年）に上京。日本婦人航空協会（現・日本女性航空協会）の設立に携わると協会理事職についたのが1952年（昭和27年）である。羽田空港内の協会事務所責任者として羽田空港での説明・案内を務めた。晩年は出生地の豊前市に移り住んだ。その間、時折、テレビや雑誌に取り上げられることがあった。「てなもんや三度笠」の藤田まことも取材に来たことがある。すらりとして下駄を履いて短髪で、一見は女性に見えず、最晩年は「刈り上げ頭のお爺さん」のようであった。明らかに周りの豊前市の女性（漁業や農業に携わっている人が多い）とは違う雰囲気を醸し出していた。古い消防ポンプ小屋の二階で質素に暮らし、豊前市八屋町下町にあった銭湯に通っていた。1980年死去。

### 受賞・受章
- 1966年（昭和41年）4月 - 勲六等宝冠章（飛行機操縦教育の功労）[6]。